# Aeronca L-3
O Aeronca L-3 Grasshopper do grupo de observação e ligação do United States Army Air Corps ou USAAC, ("Corpo Aéreo do Exército dos Estados Unidos" (em português)), foi usado na Segunda Guerra Mundial, esta aeronave deriva dos aviões pré-guerra da Aeronca Aircraft os modelos Aeronca Tandem e Aeronca Chief.

## História
O Corpo Aéreo do Exército dos EUA (USAAC) utilizou, durante anos, o avião de ataque biplano convertido para missões de observação. Depois decidiu adotar uma aeronave maior e mais possante para tal propósito até que, no início dos anos 40, chegou à conclusão de que aviões leves civis, biposto, com mínimas adaptações, ofereciam vantagens consideravelmente maiores.
Estas aeronaves eram mais baratas para adquirir e operar e podiam voar tanto em missões de ligação quanto de observação. Além disso, eram muito ágeis e mais difíceis de serem vistas no céu, portanto, menos vulneráveis a defesas terrestres. Seu desempenho em pista curta era particularmente impressionante, tornando-as um ótimo recurso para os comandantes de forças terrestres.
Por isso mesmo, tanto a USSAC quanto sua sucessora, a Força Aérea do Exército dos EUA (USAAF), reuniram um grande número dessas aeronaves de diversos modelos. Todas se caracterizavam pela cabine fechada, asa alta com montantes, trem de pouso fixo com bequila de roda. O Aeronca Modelo 65 foi o mais comum; 1.740 foram adquiridos nas versões L-3 a L-3J.

## Design e desenvolvimento
O L-3 foi inicialmente designado como O-58 no momento que foi finalizado para a Força Aérea. O avião foi usado nos testes de serviço do verão de 1941 durante manobras na Louisiana e Texas onde foi usado para o propósito de transportador leve e correio.

## Variantes
- YO-58 - Quatro aeronaves com motor YO-170-3 de 65 hp (45 kW).
- O-58/L-3 - Um Aeronca Defender com marcação da USAAC. Identificado pela letra "D" - com janelas na traseira, e assentos lado a lado.
- O-58A/L-3B - Agora com a cor verde oliva na fuselagem, e assentos em tandem (um atrás do outro). Pequeno mastro de rádio no estabilizador vertical (identificável através de uma biruta pequena). Alguns eram equipados com geradores eólicos.
- O-58B/L-3B - Um L-3C antes da USAAC mudar o sistema de classificação de "Observador" para "Ligação".
- L-3C - Em resposta ao relato de "campo", a fuselagem foi alongada em duas polegadas para acomodar pilotos que voam com paraquedas. O mastro do rádio agora é um pequeno guia sobre o estabilizador vertical e é pouco mais que um ponto de aterramento.
- L-3D - É um Aeronca 65TF Defender com um motor Franklin.
- L-3E - Um Aeronca 65TC Defender com um motor Continental.
- L-3G - Um Aeronca 65L Super Chief com um motor Lycoming Engines (4 aviões).
- L-3H - Um Aeronca 65T Defender com um motor Lycoming Engines (1 avião).
- L-3J - Um Aeronca 65TC Defender com um motor Continental (1 avião).
- TG-5 - 250 forram produzidos como planadores de treino para a USAAC.
- TG-33 - TG-5 convertido com piloto propenso.
- LNR - Três TG-5 que foram fornecidos para a Marinha dos Estados Unidos (US Navy).

## Operadores
Estados Unidos
- United States Army Air Corps ou USAAC, ("Corpo Aéreo do Exército dos Estados Unidos" (em português))
- Marinha dos Estados Unidos (US Navy)

## Mostra em museus
- National Museum of the United States Air Force no Wright-Patterson AFB perto de Dayton, Ohio
- United States Army Aviation Museum no Fort Rucker perto de Ozark, Alabama
- Kalamazoo Aviation History Museum em Kalamazoo, Michigan
- Cavanaugh Flight Museum em Addison, Texas
- Port Townsend Aero Museum no Jefferson County International Airport perto de Port Townsend, Washington (voa regularmente)
- Museo Nacional Aeronáutico y del Espacio de Chile, Santiago, Chile
- American Airpower Heritage Museum em Midland, Texas
- Wings of Eagles Discovery Center em Elmira, New York
- Museum of Flight em Seattle, Washington
- National D-Day Memorial em Bedford, Virginia
- Alamo Liaison Squadron em San Antonio, Texas